# Gabinete do Reino Unido

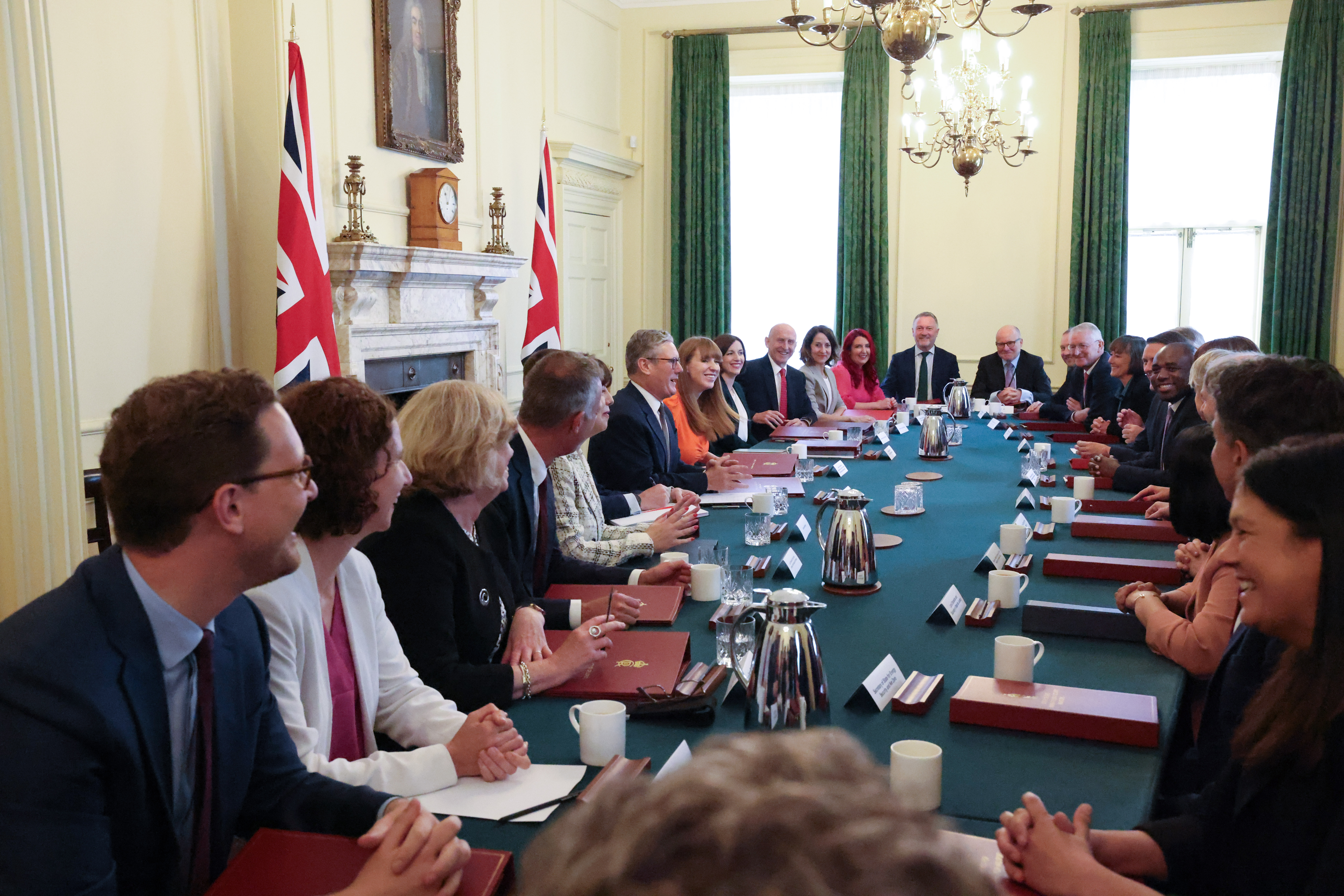
Gabinete de Keir Starmer, em julho de 2024.

O Gabinete do Reino Unido (Cabinet of the United Kingdom, em inglês) é o conselho de ministros do Reino Unido, constituído pelo Primeiro-ministro e outros 22 ministros apontados por ele. Os Ministros da Coroa ou Ministers of the Crown, como são chamados os ministros britânicos, são indicados pelo Primeiro-ministro, sendo membros do Parlamento. O Gabinete é o mais alto conselho administrativo do país, de acordo com o previsto no sistema Westminster. Contudo, seu poder têm decaído nas últimas décadas, sendo substituído muitas vezes pelo chamado "governo do primeiro-ministro" (Prime Ministerial government).
O atual Primeiro-ministro do Reino Unido é Keir Starmer, do Partido Trabalhista.